# 斉藤瞳 (タレント)
斉藤 瞳（さいとう ひとみ、1984年11月5日 - ）は、日本のタレント。ラジオパーソナリティである。愛称は「ヒトミンヌ」。東京都出身。

## 略歴
2013年7月から、FM世田谷『ガールズビッグスマイルSUPER!』第4週レギュラーパーソナリティとして1年間活動する。
2014年6月から、かわさきFM『晴れるYA!チューズデイ』第3週レギュラーアシスタントパーソナリティとして活動する。2015年3月卒業。

## 人物
幼少期の頃、両親に連れられて観に行った小椋佳プロデュースのミュージカルがきっかけで芸能界を目指す。
ロックが大好きで、内田裕也とシーナ&ロケッツを尊敬している。本人いわく、もともとは役者志望であり、子供の頃から地元の舞台やテレビドラマのエキストラをしていた。ハイテンションな喋りは芸人並である。映画『テッド』の大ファンであり、ブログにたびたび大きなテッドのぬいぐるみが登場する。

## エピソード
SHOWROOMのイベント第5弾ご当地ドクモ観光大使オーディションでは、同イベントに参加する他配信者がコスプレなどのお色気配信を披露するも、自身の水着・コスプレなしというスタイルを守り、特技であるトークのみで勝負しグランプリを獲得する。

## 出演

### モデル
- ガールズフェスタ原宿

### ラジオ
- ガールズビッグ☆スマイルSUPER!（2013年7月 - 2014年6月、FM世田谷）
- 晴れるYA!チューズデイ（2014年7月 - 、FM K-City）

### CD
- ボイスドラマ 日本民話シリーズ「生まれ変わったカエル」 - 語り手 役

### インターネット放送
- 斉藤瞳のShowroom!!（SHOWROOM）
- ヒトミンヌTV（FRESH!）

## 受賞歴
- SHOWROOM「第5弾ご当地ドクモ観光大使オーディション」1位入賞

## その他
- 内田裕也　追悼、復興願い「最高のステージに」（スポニチ芸能2011年12月27日）